# Portret papieża Innocentego X

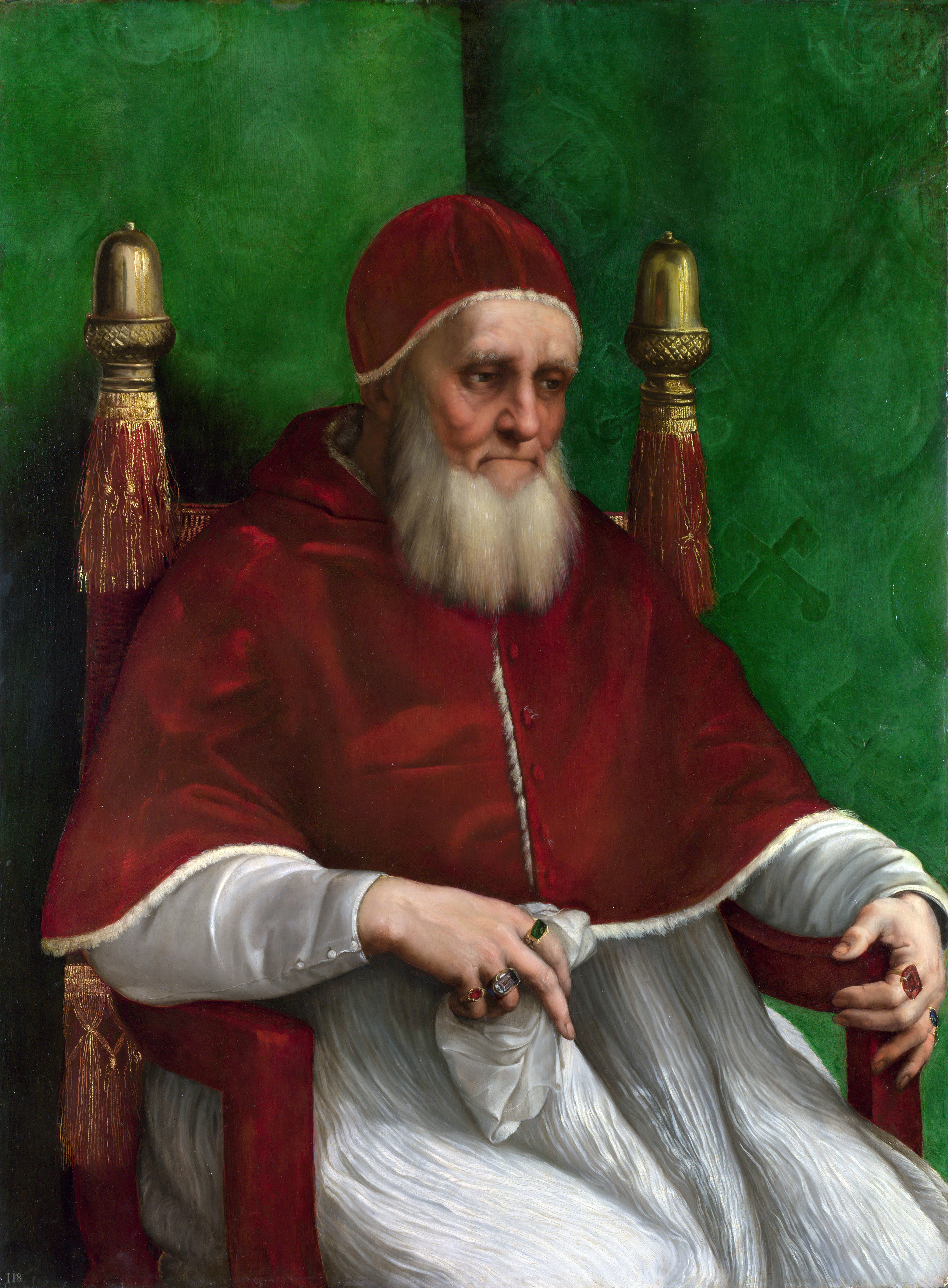
Portret Juliusza II Rafaela Santiego, ok. 1511–1512

Portret papieża Innocentego X (hiszp. Retrato de Inocencio X) – obraz olejny hiszpańskiego malarza Diega Velázqueza namalowany w Rzymie latem 1650 roku.
Barokowy portret charakteryzuje się niezwykłym realizmem przedstawienia postaci, dzięki któremu stał się znany i podziwiany już za życia autora. Obecnie portret znajduje się w zbiorach Galerii Doria Pamphilj w Rzymie, a jego mniejszą wersję można zobaczyć w Metropolitan Museum of Art w Nowym Jorku.

## Historia obrazu
Obraz przedstawia papieża Innocentego X, który sprawował swój urząd w latach 1644–1655. Portret powstał w czasie drugiego pobytu Velázqueza we Włoszech – między początkiem 1649 a połową 1651 roku. Istnieją dokumenty świadczące o tym, że papież pozował Velázquezowi w sierpniu 1650 roku. Na kartce, którą papież trzyma na obrazie, znajduje się inskrypcja o treści: «Alla santa di Nro Sigre / Innocencio Xº / Per / Diego de Silva / Velázquez dela Ca / mera di S. Mte Cattca». Velázquez był już wtedy nadwornym malarzem na hiszpańskim dworze i dzięki swojej sławie miał możliwość namalowania papieża. Możliwe, że poznali się już w 1625 roku, kiedy duchowny będąc jeszcze nuncjuszem odwiedził Madryt.
W czasie swojego pobytu we Włoszech Velázquez wykonał także mniejsze portrety przedstawiające osoby z otoczenia Innocentego X, takie jak jego golibroda (obraz zakupiony przez Prado w 2003 roku). Portrety te nie zostały opatrzone datą i nie wiadomo czy powstały wcześniej czy później niż wizerunek papieża. Na widok ukończonego dzieła papież miał wykrzyknąć: „Troppo vero!” (zbyt prawdziwy). W podziękowaniu za portret podarował malarzowi złoty medal i łańcuch, które wymieniono w inwentarzu dóbr artysty po jego śmierci. Papież obiecał także Velázquezowi poparcie jego kandydatury do jednego z hiszpańskich zakonów rycerskich, o co malarz się starał.
Portret pozostał w rękach rodziny Pamphili, a następnie Doria-Pamphili, kiedy rodziny się połączyły. Na jego podstawie powstały liczne kopie, jedną z nich prawdopodobnie wykonał sam Velázquez i zabrał ze sobą do Hiszpanii.
W 1965 roku irlandzki malarz Francis Bacon wykonał około czterdziestu studiów portretu, koncentrując się na rozwiązaniu przestrzeni wokół postaci. Serię tych dzieł nazwano „krzyczący papieże”.

## Technika
Portret papieża Innocentego X jest jednym z najlepszych przykładów hiszpańskiej tradycji portretu, w której fizjonomia portretowanych podlegała ścisłemu rygorowi. Velázquez skupił się na twarzy postaci oddając ją w możliwie najwierniejszy i obiektywny sposób, bez upiększeń. Czoło i brwi papieża są zmarszczone, a twarz wyraża napięcie, co nadaje mu niemal agresywny wyraz. Niegładka twarz i przerzedzona broda świadczą o jego zaawansowanym wieku. Jednocześnie malarzowi udało się uchwycić cechy osobowości przedstawionego papieża.
Oryginalna jest zdecydowana dominacja różnych odcieni czerwieni obecnych na większej powierzchni portretu i przełamanych jedynie bielą komży. Czerwona jest zasłona w tle, obicie fotela i szaty papieża (mucet i camauro). Również jego cera ma czerwonawy odcień. Poszczególne pociągnięcia pędzlem składające się na twarz postaci są prawie niemożliwe do rozróżnienia.
Kompozycja wywodzi się od oficjalnych papieskich portretów Rafaela Santi (m.in. Portret Juliusza II) przedstawiających postać siedzącą na krześle, gdzie widoczne jest trzy czwarte sylwetki. Tę kompozycję stosował później także Tycjan (m.in. Portret Pawła III), którego stylem inspirował się Velázquez oraz El Greco. Być może inspiracją dla dominującej czerwonej barwy był portret El Greca pt. Kardynał, o którym wspominał Palomino w biografii Velázqueza.